# Peribatodes
Peribatodes là một chi bướm đêm thuộc họ Geometridae.
Loài include:
- Peribatodes ilicaria – Lydd Beauty
- Peribatodes rhomboidaria – Willow Beauty
- Peribatodes secundaria – Feathered Beauty
- Peribatodes umbraria Hübner, 1809 – Olive-tree Beauty

## Hình ảnh

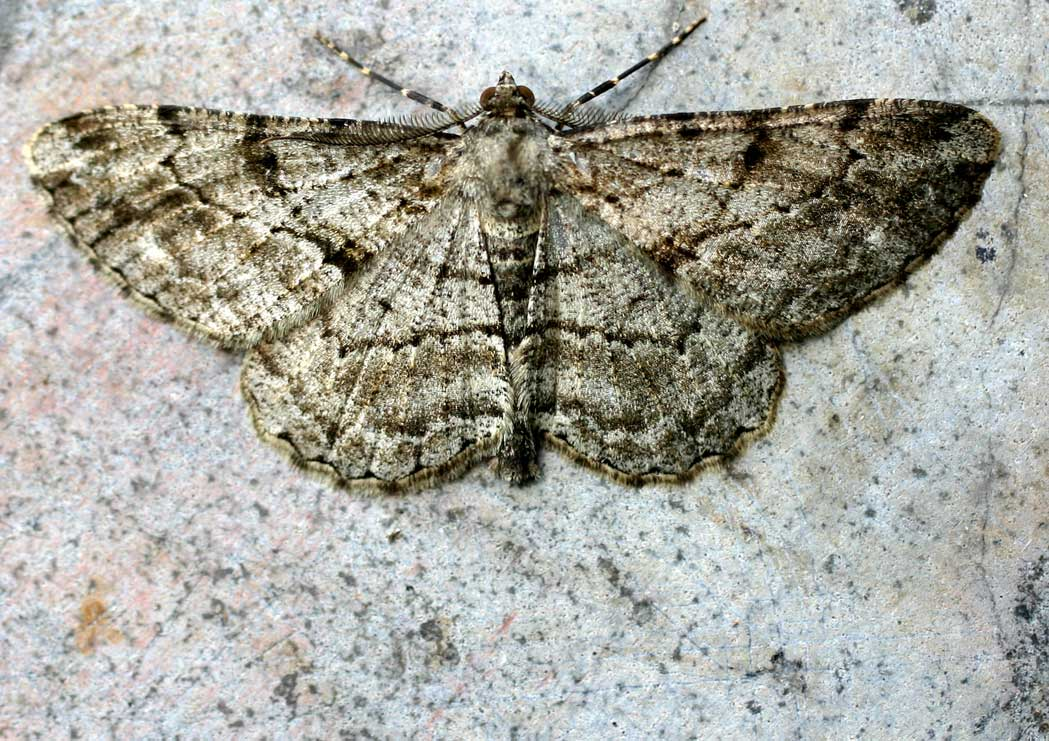
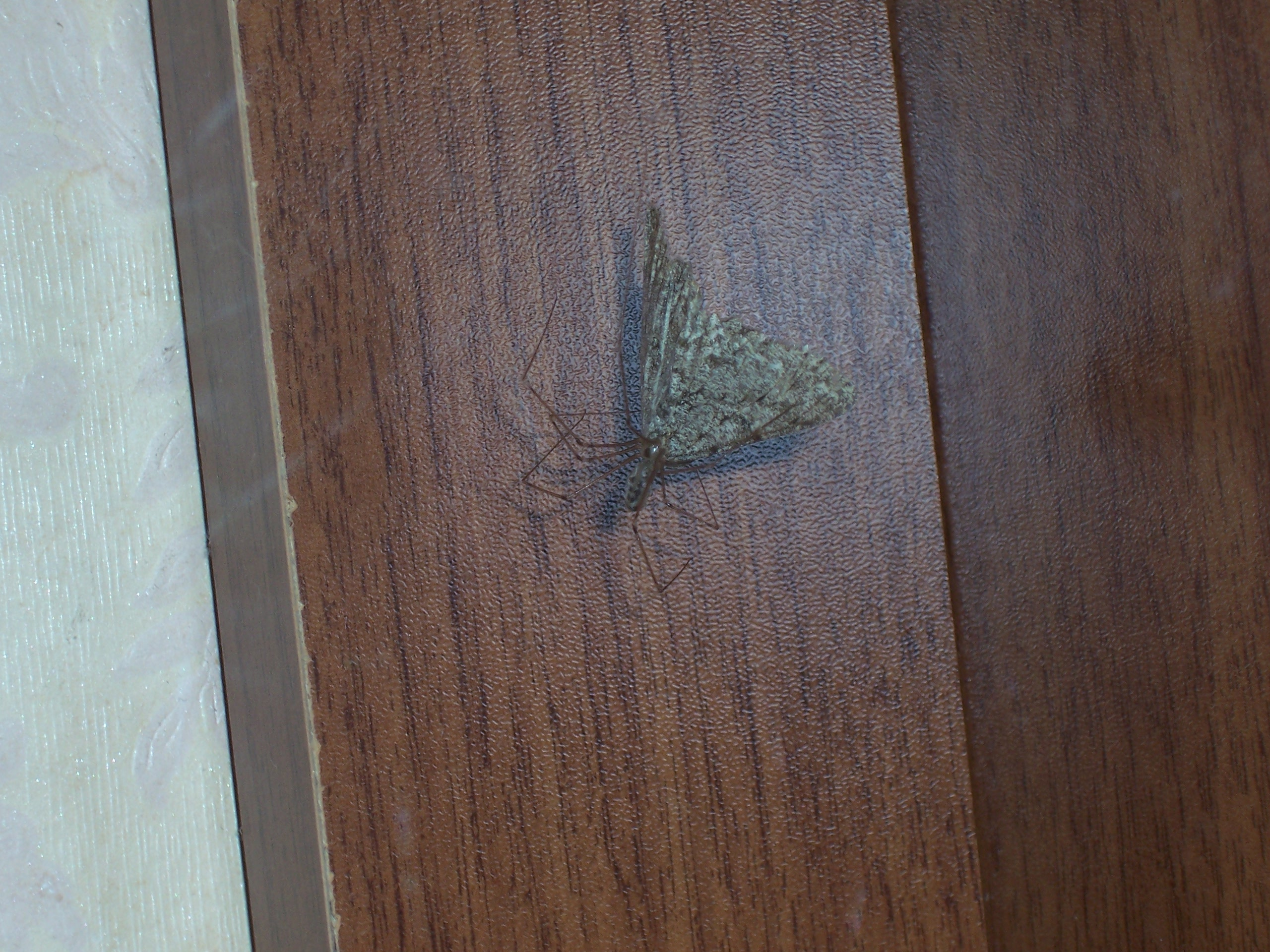
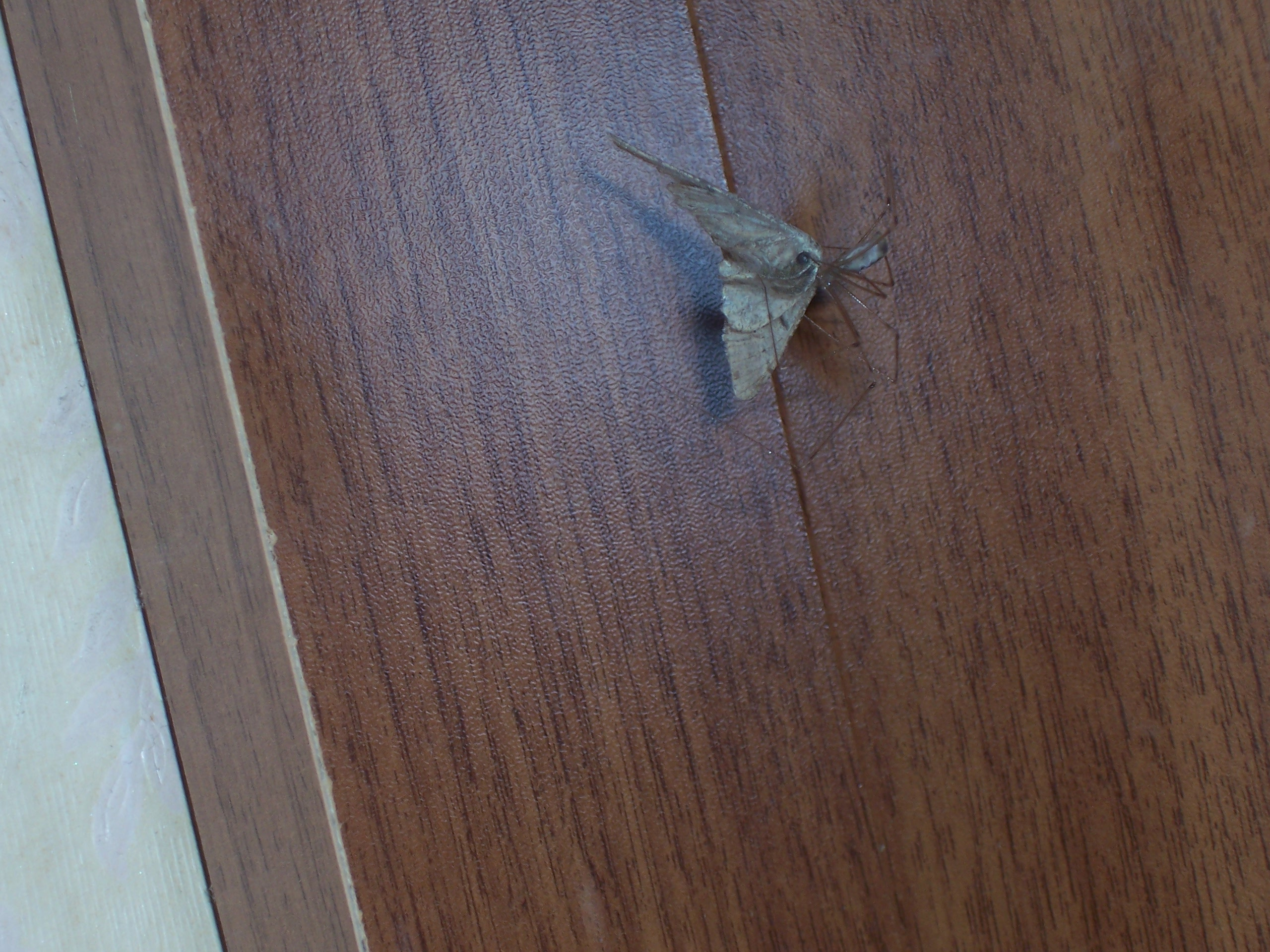
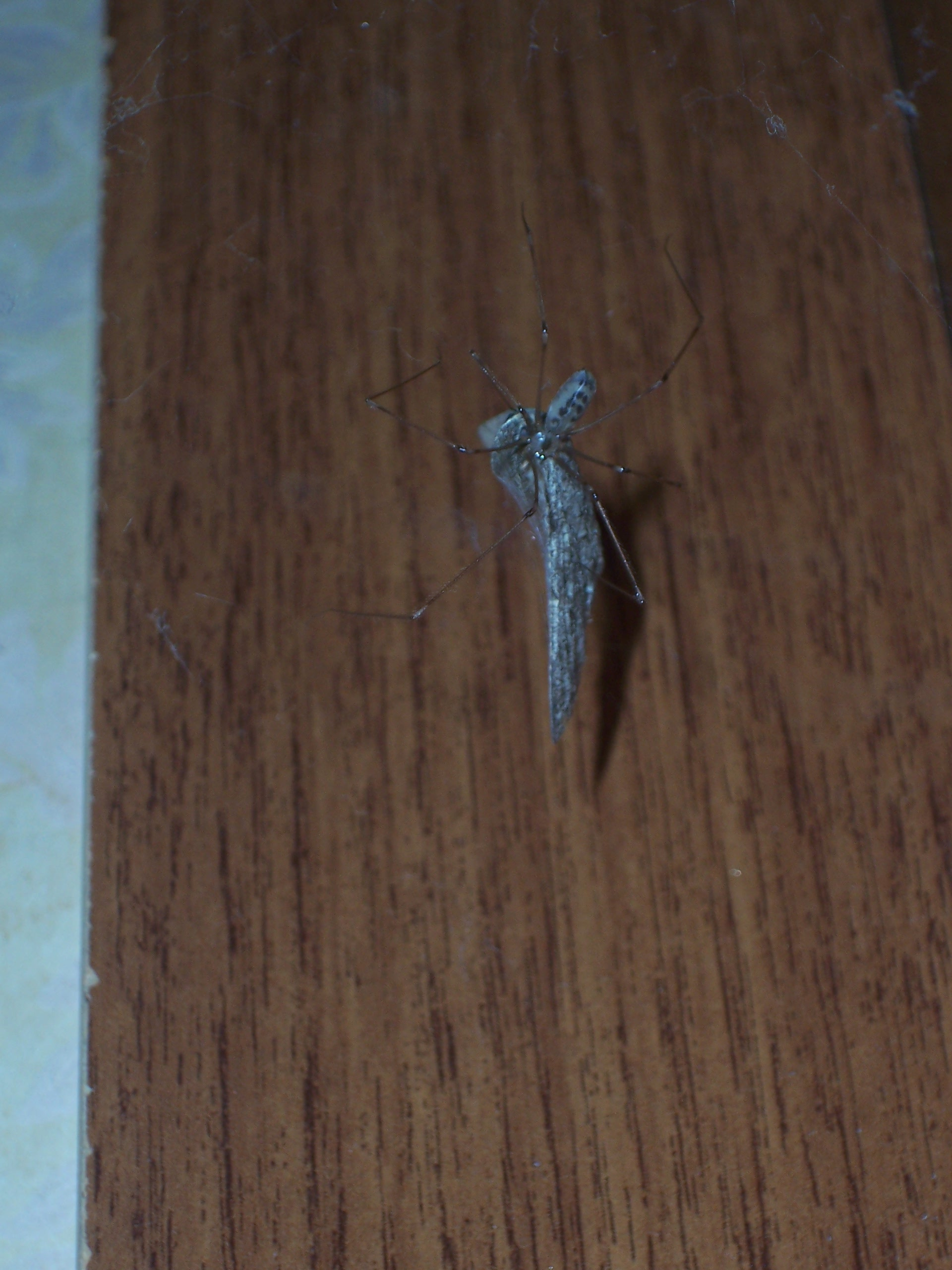